# Cleveland Cavaliers 1993-1994
La stagione 1993-94 dei Cleveland Cavaliers fu la 24ª nella NBA per la franchigia.
I Cleveland Cavaliers arrivarono terzi nella Central Division della Eastern Conference con un record di 47-35. Nei play-off persero al primo turno con i Chicago Bulls (3-0).

## Roster
| N° | Naz.                   | Ruolo | Sportivo         | Anno | Alt. | Peso |
| -- | ---------------------- | ----- | ---------------- | ---- | ---- | ---- |
| 4  | Stati Uniti (bandiera) | G     | Sedric Toney     | 1962 | 188  | 81   |
| 8  | Stati Uniti (bandiera) | AC    | Tim Kempton      | 1964 | 208  | 111  |
| 10 | Stati Uniti (bandiera) | G     | John Battle      | 1962 | 188  | 79   |
| 11 | Stati Uniti (bandiera) | G     | Terrell Brandon  | 1970 | 180  | 82   |
| 12 | Stati Uniti (bandiera) | G     | Gerald Madkins   | 1969 | 193  | 91   |
| 14 | Stati Uniti (bandiera) | G     | Bobby Phills     | 1969 | 196  | 95   |
| 16 | Stati Uniti (bandiera) | A     | Gary Alexander   | 1969 | 201  | 109  |
| 18 | Stati Uniti (bandiera) | AC    | Hot Rod Williams | 1962 | 211  | 98   |
| 21 | Stati Uniti (bandiera) | GA    | Gerald Wilkins   | 1963 | 198  | 84   |
| 22 | Stati Uniti (bandiera) | AC    | Larry Nance      | 1959 | 208  | 93   |
| 23 | Stati Uniti (bandiera) | A     | Rod Higgins      | 1960 | 201  | 91   |
| 24 | Stati Uniti (bandiera) | A     | Chris Mills      | 1970 | 198  | 98   |
| 25 | Stati Uniti (bandiera) | G     | Mark Price       | 1964 | 183  | 77   |
| 32 | Stati Uniti (bandiera) | A     | Tyrone Hill      | 1968 | 206  | 109  |
| 35 | Stati Uniti (bandiera) | A     | Danny Ferry      | 1966 | 208  | 104  |
| 43 | Stati Uniti (bandiera) | C     | Brad Daugherty   | 1965 | 213  | 109  |
| 54 | Stati Uniti (bandiera) | C     | Jay Guidinger    | 1969 | 208  | 116  |

## Staff tecnico
- Allenatore: Mike Fratello
- Vice-allenatori: Richie Adubato, Ron Rothstein, Jim Boylan
- Preparatore atletico: Gary Briggs